# Монетниця угорська
Монетниця угорська (Soldanella hungarica) — вид квіткових рослин родини первоцвітових (Primulaceae).

## Біоморфологічна характеристика
Це багаторічна рослина 5–10 см заввишки. Листки в середньому 1–2.5 мм завдовжки, цілокраї чи майже так. Суцвіття 1–3-квіткове. Віночок 8–12 мм завдовжки. Коробочка до 9 мм завдовжки.

## Поширення
Румунія, Україна.
В Україні вид росте на субальпійських і альпійських луках, вище верхньої межі лісу — у Карпатах (хр. Чорногора, гори Говерла, Пожижевська, Гутин-Томнатик, хр. Свидовець та на горі Піп Іван Мармароський).